# Владислав V
Владислав V Хабсбург също наричан в Средновековието Владислав Постум (на немски: Ladislaus Postumus; на чешки: Ladislav Pohrobek; на унгарски: Utószülött László; на хърватски: Ladislav Posmrtni, * 22 февруари 1440, Комарно, † 23 ноември 1457, Прага, Бохемско кралство) от династията Хабсбурги е крал на Унгария (под името Ласло V), крал на Бохемия и Хърватия и ерцхерцог на Австрия. Псевдонимът Постум получава, тъй като е роден четири месеца след смъртта на баща си.

## Произход
Владислав е син на Албрехт II Хабсбург, римско-немски крал, крал на Унгария и Бохемия, и съпругата му кралица Елизабет Люксембургска, дъщеря на император Сигизмунд Люксембургски от династията Люксембурги и втората му съпруга Барбара фон Цили.

## Крал

### Регентство
В периода на малолетието на племенника си Ладислав Постум, имащ права на унгарската и чешката корона, Фридрих III се опитва да установи своята власт над тези държави. Така той фактически държи Ладислав в плен, узурпирайки като опекун всички реални негови пълномощия.
Не му се отдава да създаде силна прохабсбургска партия. В двете кралства започват граждански войни, които дават властта на представители на националното средно дворянство – като регенти управляват Янош Хуняди в Унгария и Иржи Подебради в Чехия (Бохемия). Унгарско нахлуване, съпроводено от въстание на австрийските съсловия през 1452 г., принуждава Фридрих да освободи Ладислав и да върне кралските регалии.
През 1452 г. Иржи Подебради е официално признат за земски губернатор при непълнолетието на Владислав. В Бохемия е учреден съвет от 12 лица, оглавяван от земския губернатор, и това правителство се равнява на правомощия на кралска власт. Така действителен владетел става Иржи Подебради.
През 1453 г. Владислав е коронясан за бохемски крал, при условие че потвърди и признае правата на Рокицани за пражки архиепископ. Иржи Подебради успява да си удължи регентството с 6 години.

### Завръщане на краля в Унгария и Бохемия

#### Посещение в Бохемия
Така в компанията на новия си настойник, граф Улрих II фон Цили, Владислав V посещава Бохемия, където на 28 октомври 1453 г. най-накрая е коронясан за крал на Бохемия като Ладислав I.
От 1452 г. в Бохемия като регент, с одобрението на съсловната асамблея, той администрира могъщият хусист Иржи Подебрадски. Дори след коронацията на Владислав Подебради продължава да упражнява регентска власт от името на младия и в по-голямата си част отсъстващия крал. През този период регентът възстановява институциите на съдебната власт, възстановява загубените кралски владения и възстановява господството на Бохемия над Моравия, Силезия и Лужица. По този начин, благодарение на действията на Подебради, трайното възстановяване приключва след анархията, започнала след смъртта на крал Алберт.

#### Възможности в Унгария
Пристигането на Владислав V в Унгария дава възможност за вътрешна консолидация на кралството. През януари 1453 г . парламентът заседава в Пожун, където младият крал се задължава да амнистира всички, които са се борили срещу него и неговите привърженици от 1440 г. насам. От друга страна, въпреки че коронацията на Владислав V е законно отменена през 1440 г., сега няма искане за повторение на целия обред. Кралят отменя по-големите дарения, получени от благородници от неговата майка Елизабет или крал Владислав I. На практика обаче в името на общото помирение на благородниците са потвърдени всички поземлени имоти, които държат в ръцете си, сред които има много имения, които преди 1439 г. са принадлежали на короната. Кралят потвърждава даренията на именията на благородниците с нови харти, но заповядва да бъдат съборени целите укрепления, построени по време на вътрешните борби. Също така съдът започва обновяването на институциите на централната власт: архиепископ Дионисий Сеци е назначен за главен секретар на краля, докато епископът на Вараждин Ян Витез, учител на по-късния крал Матяш Хуняди, е назначен за началник на тайната служба.
Въпреки че централните институции са официално подновени, все още най-могъщият човек в Унгария е Янош Хуняди. В края на 1452 г. той остава без титлата на губернатор, но младият крал богато го компенсира. Хуняди е назначен за върховен главнокомандващ на кралската армия и получава титлата на генерал-капитан на кралството. Освен това му оставят всички укрепления и доходи, които той се е ползвал дотогава, но в замяна той трябва да плаща на краля 24 000 флорина годишно, за да издържа кралския двор. В случая с Хуняди е направено и друго изключение, тъй като Владислав V го назначава за наследствен префект на Бистрица (на латински: Perpetuus comes Bistriciensis). Дотогава наследствени титли не съществуват в Унгария, освен в случая с графовете Цили, на които крал Сигизмунд през 1399 г. е дарена наследствена собственост. Хърватско Загорие обаче може да се разглежда и като територия на Свещената Римска империя, а не на Унгария.
Превъзходството на Янош Хуняди среща съпротива от някои влиятелни мъже. Сега, когато кралят е поема властта на съвета, старите разделения, възникнали от обстоятелства след смъртта на крал Алберт, губят значението си. Накратко, Ладислав Горянски, Улрих Цели и върховният съдия Ладислав Палачи скоро обединяват сили срещу Хуняди, който е основно препятствие при обновяването на кралската власт, а оттам и властта на парламента. Никола Илоцки, дългогодишен сътрудник на Хуняди, също се присъедини към групата. Алиансът е сключен през 1453 г. и е потвърден две години по-късно. Освен Никола Илочки срещу Хуняди се обръща и бившето му протеже Ян Витез. Епископът на Варад се обръща към краля, който през януари 1454 г. предлага на парламента Хуняди да бъде лишен поне от доходите от кралските владения. Въпреки това, тъй като дворът на Владислав се намира предимно във Виена или Прага, влиянието на Хуняди надделява. Младият крал прави посещение в Буда през февруари 1454 г., където Хуняди най-накрая е принуден да се откаже от част от приходите от кралски владения.

## Смърт
Владислав умира от левкемия млад през 1457 г., малко преди да се ожени за дъщеря на френския крал Шарл VII. Филип де Комин описва така неговата смърт:
| „ | ...крал Ласло е отровен в Прага от една жена от приличен порядъчен дом <...>. Кралят и тя били влюбени един в друг, и тя била възмутена от това, че той смята да се ожени във Франция с дъщеря на крал Шарл VII, принцеса Вианска, което означавало, че той се отказва от обещанието си към нея. Тя го отравя във ваната, давайки му да изяде ябълка, разрязана с нож, намазан с отрова. | “ |